# Antibacchius
Antibacchius (auch Palimbacchius oder Palimbakcheus, griechisch παλιμβάκχειος palimbakcheios „umgekehrter Bacchius“) ist in der antiken Verslehre ein dreigliedriger einfacher Versfuß, bei dem zwei Longa ein Breve folgt, das metrische Schema ist also
——◡
Eben umgekehrt als beim Bacchius, bei dem ein Breve vor zwei Longa steht (◡——).
Der Antibacchius ist kein selbständiger Versfuß, bildet also keine Reihen, sondern entsteht durch metrische Synkope aus dem trochäischen Metron —◡—◡ bei Wegfall der zweiten Kürze.